# Yorckbrücken

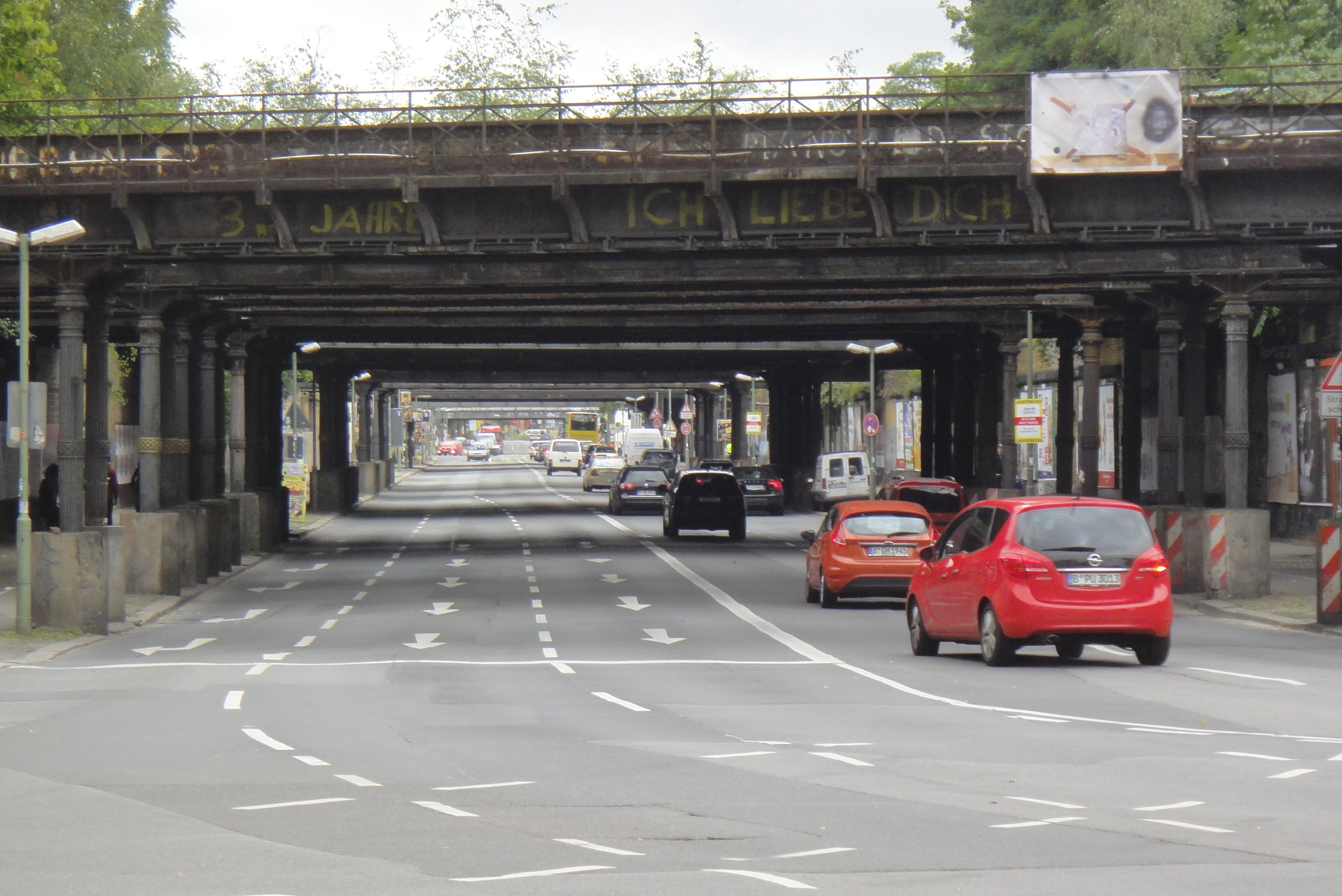
Blick in die Yorckstraße mit den Yorckbrücken von Osten her, September 2013

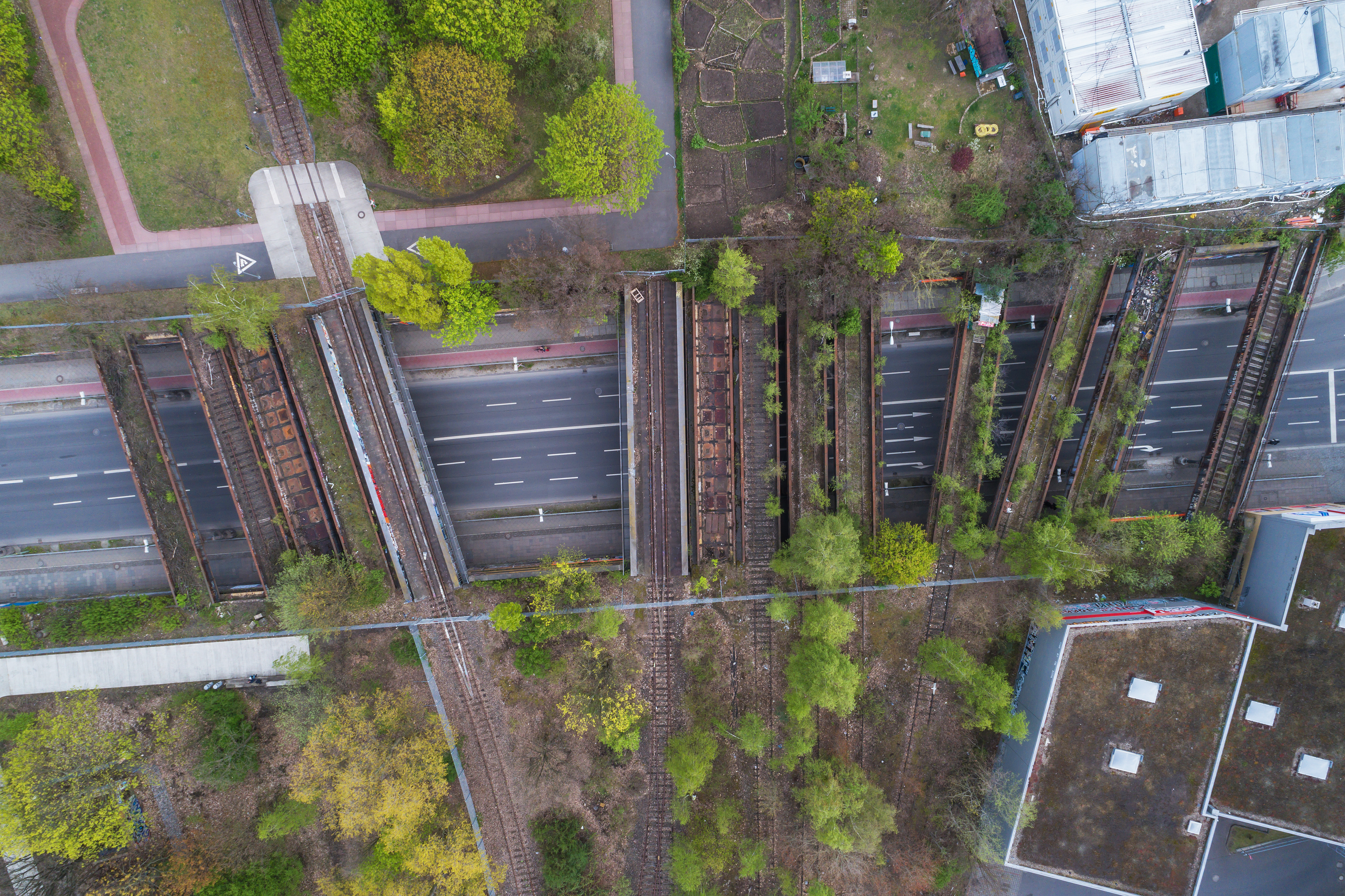
Luftaufnahme des östlichen Teils der Yorckbrücken, April 2017

Die Yorckbrücken in Berlin sind ein Ensemble von einst rund  45 Eisenbahnbrücken, von denen heute noch 29 in der Yorckstraße zu sehen sind. Sie überspannen einen rund 500 Meter langen Abschnitt der Yorckstraße im Ortsteil Schöneberg an der Grenze zu Kreuzberg.

## Geschichte

### Festlegung der Straßenlinie
Ursprünglich hatte James Hobrecht in seinem Bebauungsplan von 1862 zwischen Charlottenburg und Kreuzberg einen geradlinigen Boulevard, eine Gürtelstraße nach Pariser Vorbild im Verlauf der Bülow- und Gneisenaustraße anlegen wollen, der später als „Generalszug“ bezeichnet wurde.
Die schnelle Ausdehnung der Bahnanlagen des Potsdamer und Anhalter Güterbahnhofs südlich des Landwehrkanals in den 1870er und 1880er Jahren verhinderte die Umsetzung dieser Pläne. In diesem Bereich verliefen seit 1840 die Stammbahn der Berlin-Potsdam-Magdeburger Eisenbahn und seit 1841 die Stammstrecke der Berlin-Anhaltischen Eisenbahn-Gesellschaft. Im Jahr 1875 kam zusätzlich noch die Strecke der Berlin-Dresdener Eisenbahn hinzu. Der stetige Verkehrszuwachs erforderte laufend umfangreiche Erweiterungen der Bahnanlagen. Die Bahnhöfe für den Personenverkehr lagen zwar mit Ausnahme des relativ kleinen Dresdener Bahnhofs nördlich des 1850 eröffneten Landwehrkanals, die Betriebsanlagen für die Aufstellung und Wartung der Lokomotiven und Wagen sowie die Güterbahnhöfe und Laderampen entwickelten sich jedoch südlich des Kanals.
In der jahrzehntelangen Kontroverse wurden die gegensätzlichen Interessen der Stadtplaner und der zunächst noch privatwirtschaftlich agierenden Eisenbahnunternehmen deutlich. Die Stadtplaner wollten möglichst wenig von der ursprünglichen Achse abrücken und den Durchstich durch das Bahngebiet auch mit der gleichen Straßenbreite von 60 Metern wie im übrigen Verlauf der repräsentativen Gürtelstraße realisieren. Die privaten Eisenbahnunternehmen hingegen wollten möglichst wenige der teuren Brücken bauen, strebten eine Reduzierung des Straßenquerschnitts an und versuchten weiterhin, den Bauzeitpunkt der Brücken soweit es ging zu verzögern.
Schließlich wurde festgelegt, dass die umfangreichen Bahnanlagen durch die Anlage der Yorckstraße – ursprünglich Blücherstraße benannt – rund 400 Meter weiter südlich als geplant umfahren werden. An dieser Stelle steigt das Gelände nach Süden hin um rund fünf bis acht Meter zum Teltow-Höhenrücken an. Trotz der Verschiebung nach Süden war es auch hier noch notwendig, eine große Zahl von Brücken zu bauen. Die Straßenbreite wurde im Bereich der Brücken auf 26,5 Meter vorgegeben.

### Bau der Brücken

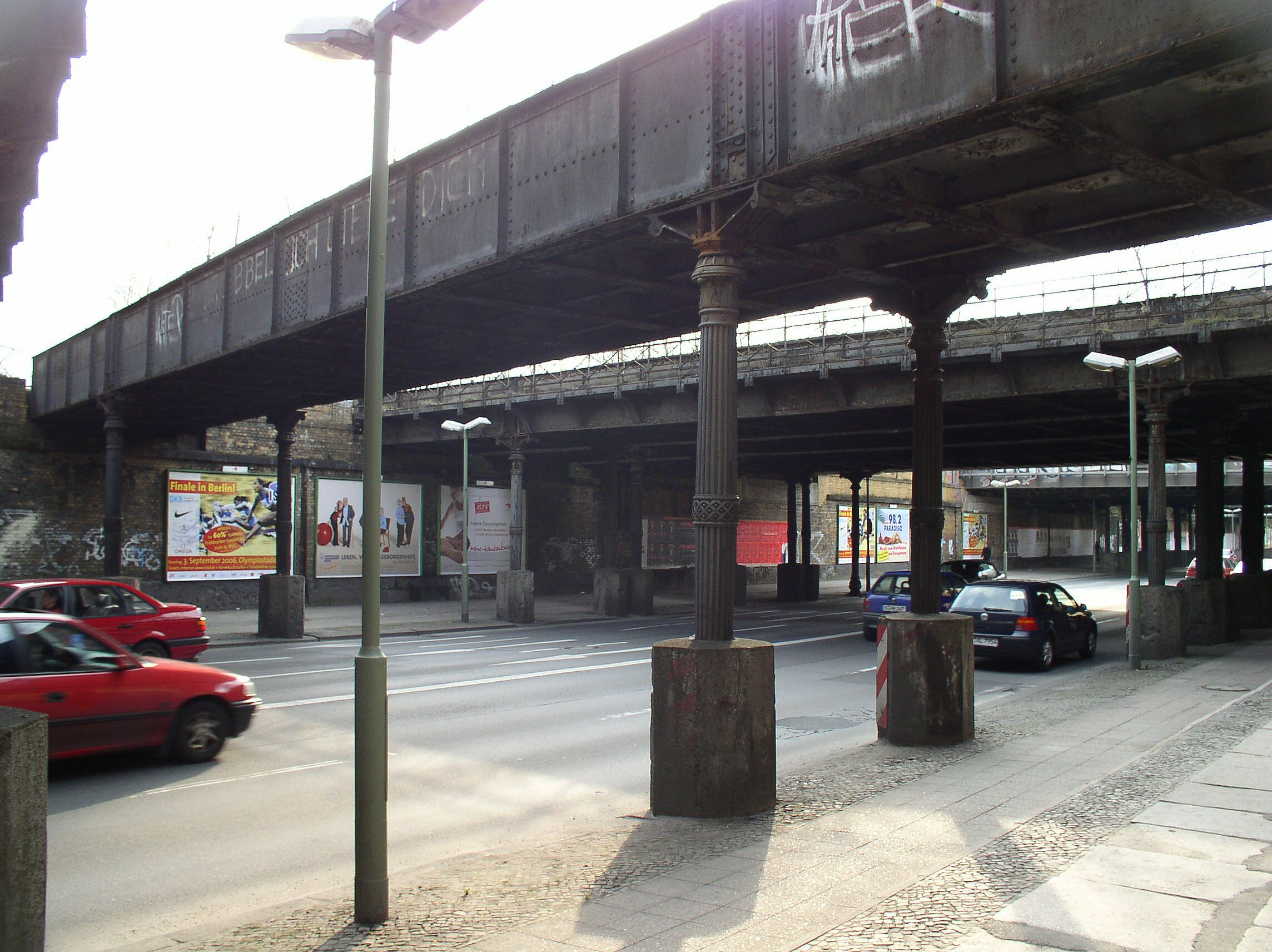
Blechträgerbrücken mit Gerberträgergelenken und Hartungschen Säulen am Anhalter Güterbahnhof aus der Zeit um 1890/1900, April 2006

An den Yorckbrücken des Ursprungszustandes sind unterschiedliche gestalterische und technische Lösungen der drei beteiligten privaten Eisenbahngesellschaften und der von ihnen beauftragen Architekten und Konstrukteure erkennbar.
Der tatsächliche Baubeginn der Yorckbrücken ist heute noch nicht abschließend geklärt. In einer für das Bezirksamt Tempelhof-Schöneberg erstellten Veröffentlichung werden hierzu Quellen genannt, aus denen ein Zeitpunkt um 1883 für den Baubeginn der damals noch als Blücherstraße bezeichneten Unterführung abzuleiten ist. Die fertiggestellte Unterführung wurde im Jahr 1885 umbenannt und der Yorckstraße angegliedert. Es existiert ein Jahresbericht der Direktion der Berlin-Anhaltischen-Eisenbahn für das Jahr 1873, in dem berichtet wird, dass mit den Fundamentierungsarbeiten für die Yorckstraßen-Unterführung begonnen wurde. Außerdem weicht die älteste verbliebene Brücke der Dresdener Bahn in ihren baulichen Merkmalen deutlich von den nach 1880 erbauten Brücken ab, zumal diese Bahngesellschaft bereits 1877 insolvent war und danach kaum noch Brückenbauwerke finanzieren konnte. Wie inzwischen aus den Brückenakten recherchiert werden konnte, stammt die letzte verbliebene Brücke der Dresdener Bahn aus dem Eröffnungsjahr dieser Bahn von 1875.
Der größte Teil der Yorckbrücken wurde von dem Architekten Franz Schwechten und – dem als „Dichter-Ingenieur“ bekannten – Heinrich Seidel für die Berlin-Anhaltische Eisenbahn entworfen. Die Blechträgerbrücken wurden auf mit gelben Klinkern verblendeten Fundamenten und gusseisernen Hartungschen Säulen aufgelagert. Für die Verblendung der Brückenwiderlager und Böschungsmauern wurde mit hoher Wahrscheinlichkeit Greppiner Klinker verwendet.

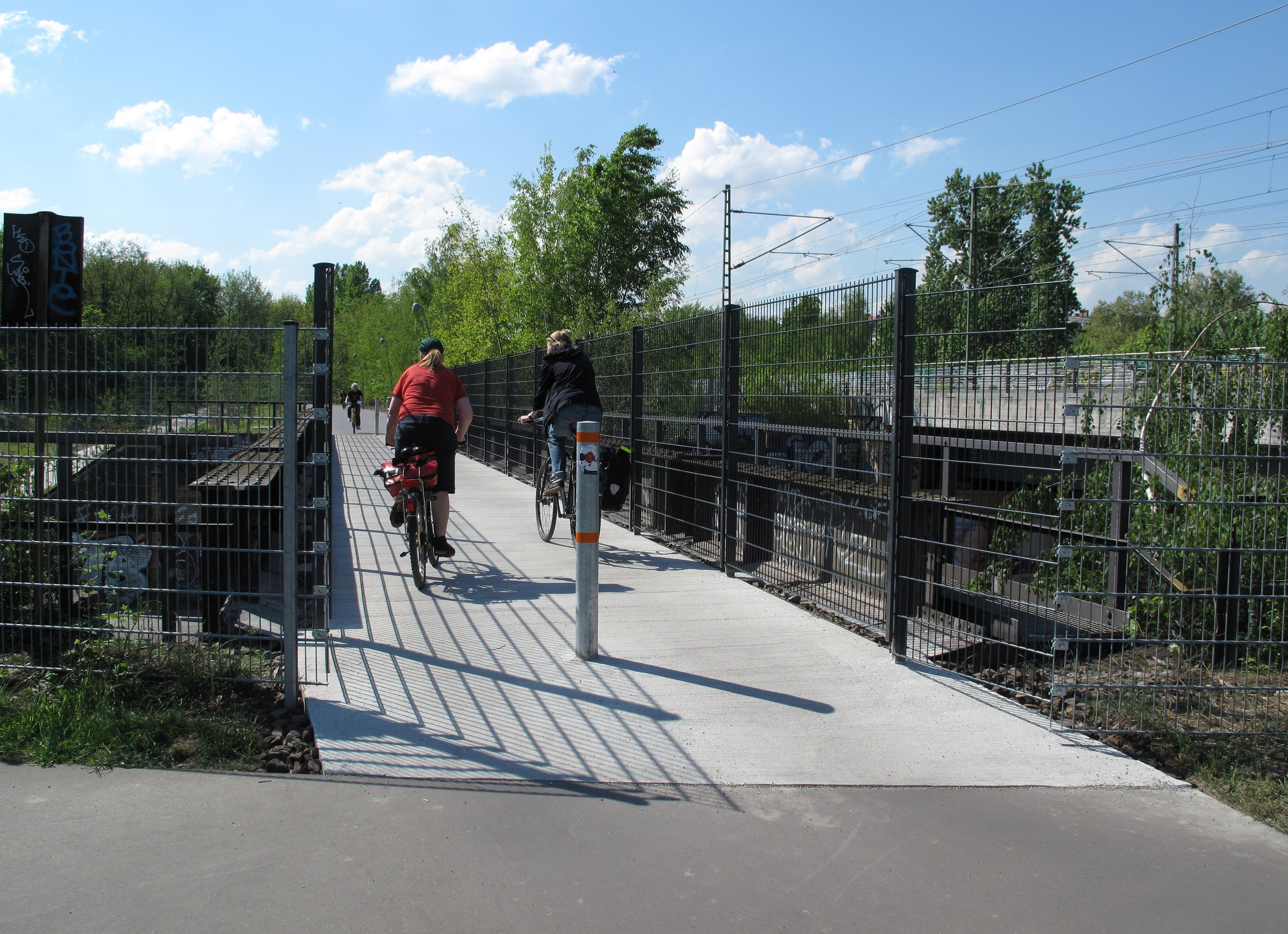
Die Yorckbrücke Nr. 10 verbindet den Ostpark mit dem Flaschenhalspark, 2014

Bei den Brücken der Berlin-Potsdamer Bahn und der Berlin-Dresdener Bahn wurden zum Teil andere Brückenträger und Brückenstützen verwendet, unter anderem von Emil Hartwich.
Insgesamt kreuzten 45 Gleisachsen die Yorckstraße (Stand: März 2014). Davon sind:
- 9 Brücken noch in Betrieb – vier für die S-Bahn, vier für die Fern- und Regionalbahn und eine Brücke für die Anbindung des Deutschen Technikmuseums Berlin,
- 24 Brücken noch vorhanden, aber nicht mehr in Betrieb und
- 12 Brücken nicht mehr vorhanden.

Von den 45 Gleisachsen gehörten bis in die 1930er Jahre neun Gleisachsen zur Trasse der Berlin-Potsdamer Eisenbahn – auch „Stammbahn“ genannt – einschließlich der Wannseebahn und der Südringspitzkehre im westlichen Teil der Yorckbrücken. Nach dem Bau eines neuen S-Bahnhofs Großgörschenstraße direkt an der Yorckstraße verblieben hier noch sieben Gleisachsen.
Die übrigen 36 Gleisachsen östlich der Bautzener Straße gehörten zum Anhalter Güterbahnhof einschließlich der Fernstrecke und der Vorortstrecke der Anhalter Bahn – einschließlich der Dresdener Bahn, die bis 1882 einen eigenen Bahnhof auf dem heutigen Gleisdreieckgelände besaß, bevor ihr Verkehr vom 1880 in Betrieb genommenen Anhalter Bahnhof abgewickelt wurde.

### Spätere Entwicklung
Die Brücken wurden in den folgenden Jahrzehnten mehrfach umgebaut, erweitert, verschoben oder aufgrund gestiegener Lastanforderungen verstärkt oder ersetzt.
Im Rahmen des Ausbaus des Eisenbahnnetzes in Berlin (Pilzkonzept) zur Inbetriebnahme der neuen Nord-Süd-Verbindung zum Hauptbahnhof im Sommer 2006 wurde auch die Zufahrt von Süden kommend erneuert. In den Jahren 2000–2002 wurde für diese Strecke eine viergleisige stützenlose Brücke in Stahlverbundbauweise über der Yorckstraße neu errichtet. Hierfür musste eine der alten Blechträgerbrücken mit Portalrahmenstützen aus den 1930er Jahren abgerissen werden, die im Winkel von rund 70 Grad die Yorckstraße querte.
2014 wurden die Widerlager der S-Bahngleise der Wannseebahn am Bahnhof Yorckstraße (Großgörschenstraße) erneuert und die beiden Überbauten durch stützenlose Neubauten ersetzt.
Das Brückenensemble steht heute unter Denkmalschutz.

## Brückenkonstruktionen

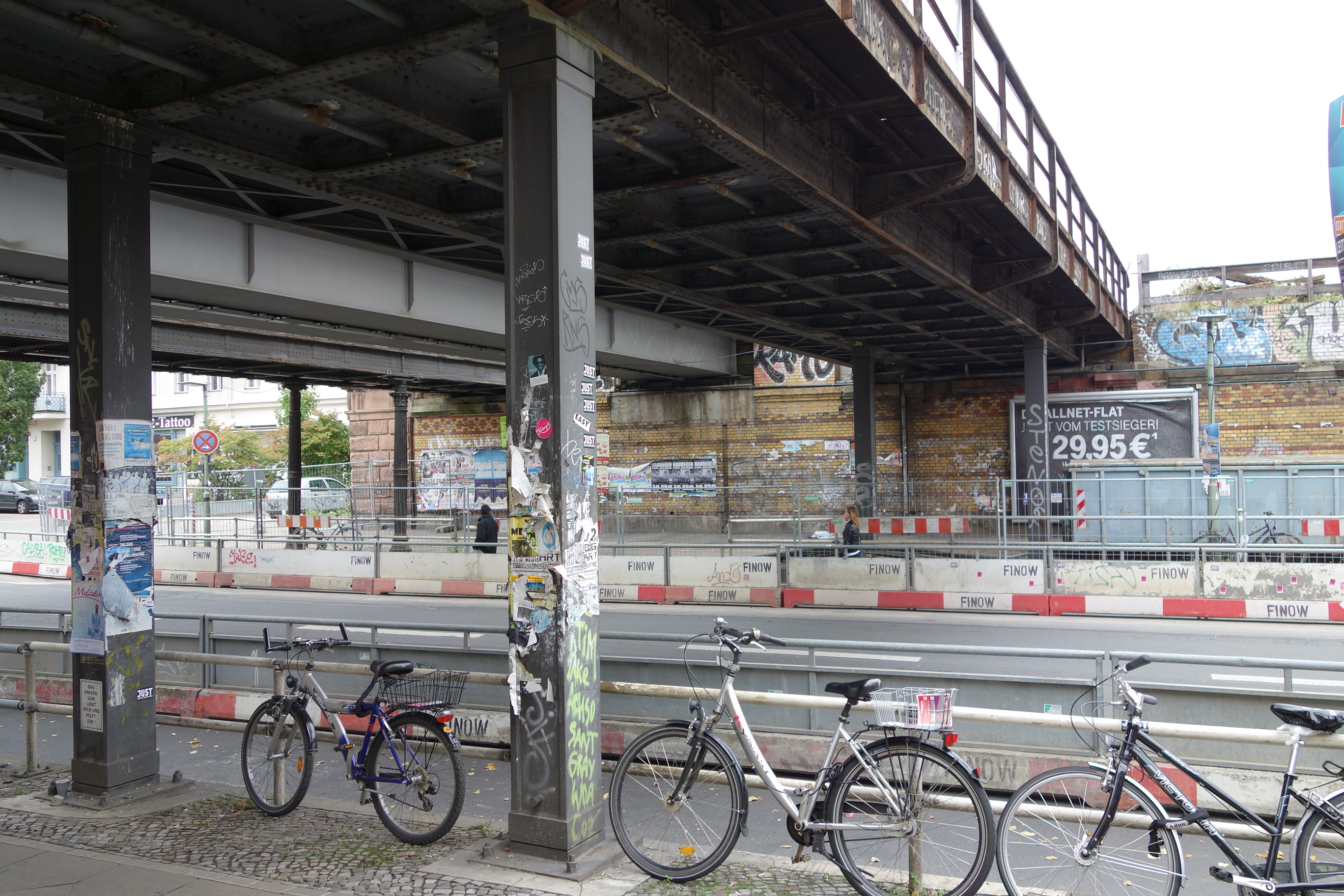
S-Bahn-Brücke der Wannseebahn mit erneuerten Pendelstützen vor ihrem Abriss im Jahre 2014

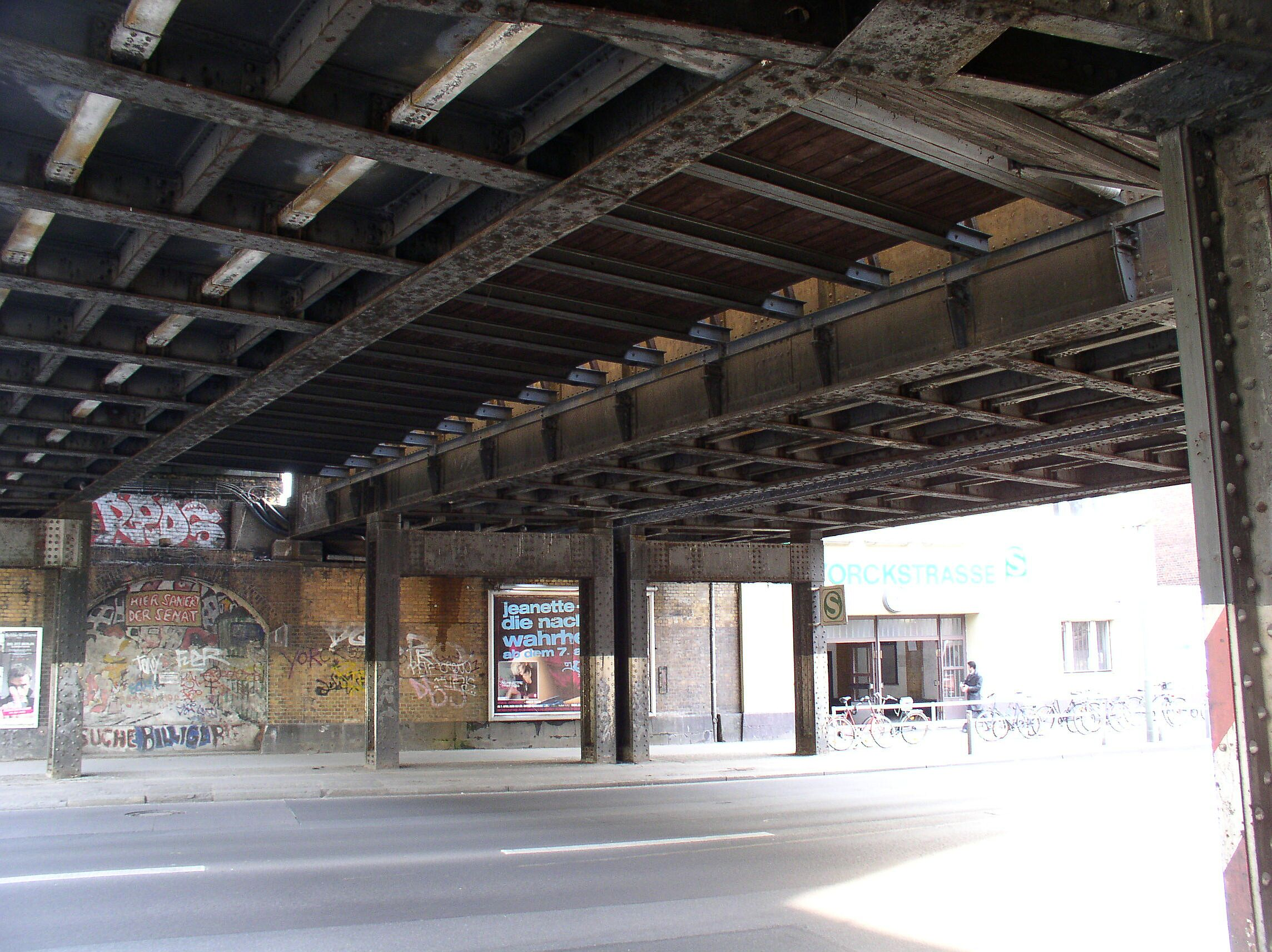
Blechträgerbrücken mit Walzstahl-Portalstützen der Anhalter und Dresdener Vorortbahn aus den 1930er Jahren, April 2006

Die beiden 2014 abgerissenen S-Bahn-Brücken der Wannseebahn am Bahnhof Großgörschenstraße besaßen noch die alten Blechträgerbrücken – erbaut nach 1880. Die ursprünglich gusseisernen Stützen wurden aber in den 1980er Jahren nach der Betriebsübernahme der S-Bahn durch die BVG aus Verkehrssicherungsgründen gegen geschweißte Stahlstützen ersetzt.
Die beiden in Betrieb befindlichen S-Bahn-Brücken der Anhalter und Dresdener Vorortbahn sowie drei benachbarte Brücken wurden erst in den 1930er Jahren gebaut. Hierbei handelt es sich um schwere vernietete Blechträgerbrücken, die auf kräftigen portalartig vernieteten Stützen aus Walzstahlprofilen lagern. Die exakte Datierung dieser fünf Brücken ist derzeit unsicher. In einer Veröffentlichung der Denkmalpflege wird als Baujahr 1932 bzw. 1934 genannt. Allerdings kam es in diesem Bereich erst kurz vor der Inbetriebnahme des Nord-Süd-Tunnels der S-Bahn im Jahr 1939 zu umfangreichen Veränderungen und einem Umbau des S-Bahnhofs Yorckstraße, wovon auch die Brücken betroffen waren.
Von den nicht mehr genutzten Blechträgerbrücken ruhen 16 auf den verzierten gusseisernen Hartungschen Säulen, die nach 1880 gebaut wurden. Dieser Brückentyp ist typisch für die Gründerzeit, in der das Eisenbahnsystem im Raum Berlin im großen Maßstab ausgebaut wurde. Diese noch vorhandenen Brücken befinden sich im östlichen Bereich der Yorckbrücken und bildeten die Zufahrt zum Anhalter Güterbahnhof. Die heute nicht mehr vorhandenen Fernbahnbrücken zum Anhalter Bahnhof waren ursprünglich auch in dieser Form gebaut.
Östlich neben der Bautzener Straße, unweit der Anhalter und Dresdener Vorortbahn existiert noch eine besondere alte Blechträgerbrücke mit offenen Gleisträgerrost, Diagonalversteifung und einer weiteren gusseisernen Säulenvariante, die noch aus der Zeit vor der Einführung der Hartungschen Säulen stammt (siehe Bild). Die Säulen dieser Brücke haben leichte Kannelüren, einfache Schmuckringe in Säulenmitte und ein ebenfalls mit Voluten versehenes Kapitell. Die Brücke stellte die Verbindung zwischen den Lagerhäusern südlich der Yorckstraße und Lagerplätzen bzw. Ladestraßen nördlich der Yorckstraße her und gehörte zu den Anlagen der Dresdener Bahn. Auffällig sind die Blechlagen, die zwischen Kapitell und Brückenträger eingebaut wurden. Mögliche Gründe hierfür könnten Setzungen der Fundamente oder die planerische Absicht gewesen sein, die Brücke nachträglich auf die später festgelegte Durchfahrhöhe für Straßenbahnen und Doppeldeckerbusse zu bringen. Dies ist die älteste Brücke im Bereich der Yorckbrücken und die einzig verbliebene des Ursprungsbestandes der Dresdener Bahn, die im Jahr 1875 eröffnet wurde. Nach kürzlich aufgefundenen Unterlagen (Bauwerksakte 2296) stammt auch diese Brücke aus dem Jahr 1875. Sie wurde 2012 saniert (siehe unten) und wird nach der aktuellen Zählung als Brücke 5 bezeichnet.

## Abrisspläne vs. Denkmalschutz

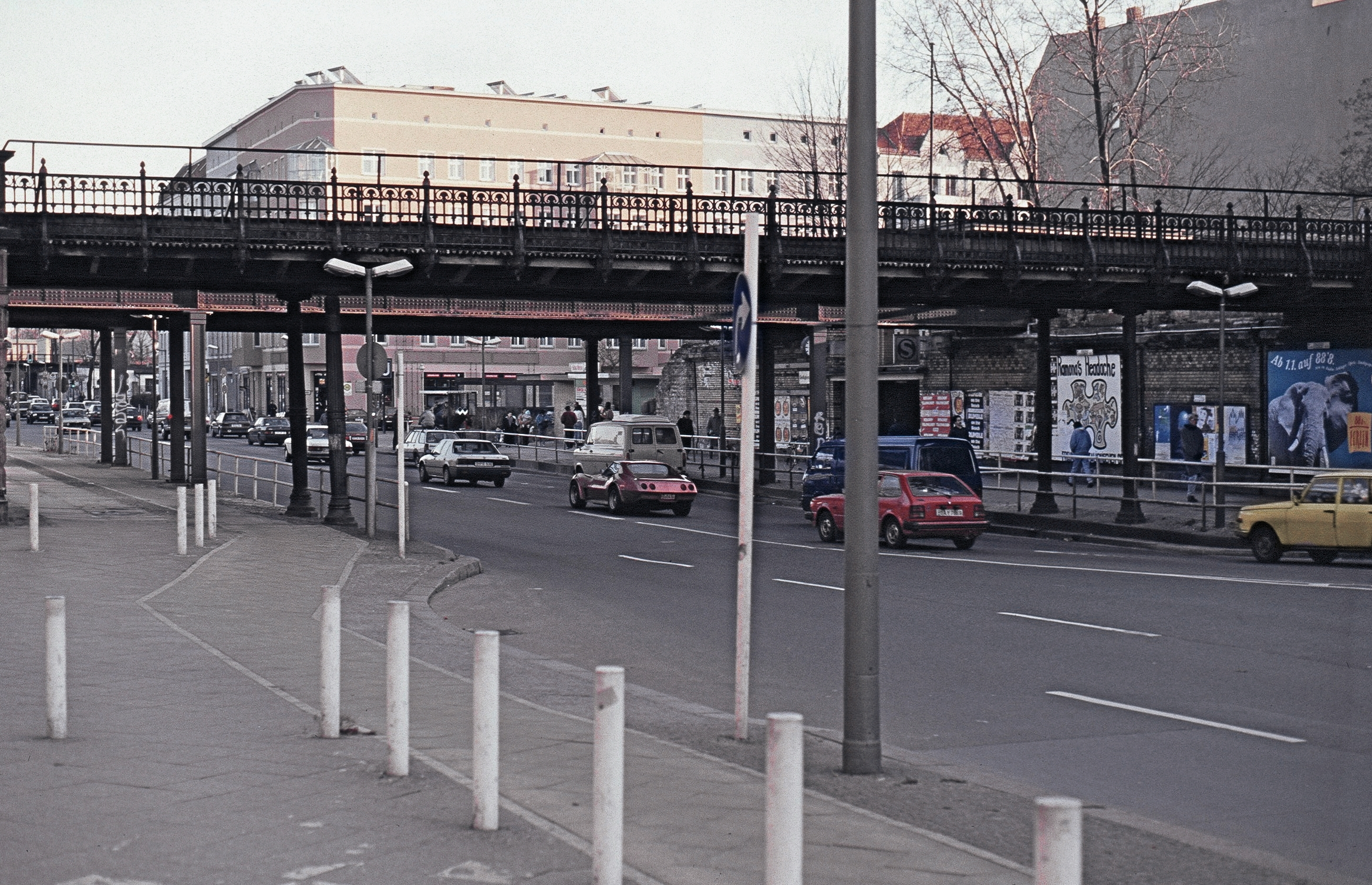
Wannsseebahnbrücke, seit 1939 Fernbahnbrücke der Potsdamer Bahn, noch mit dem schmiedeeisernen Brückengeländer, Januar 1992

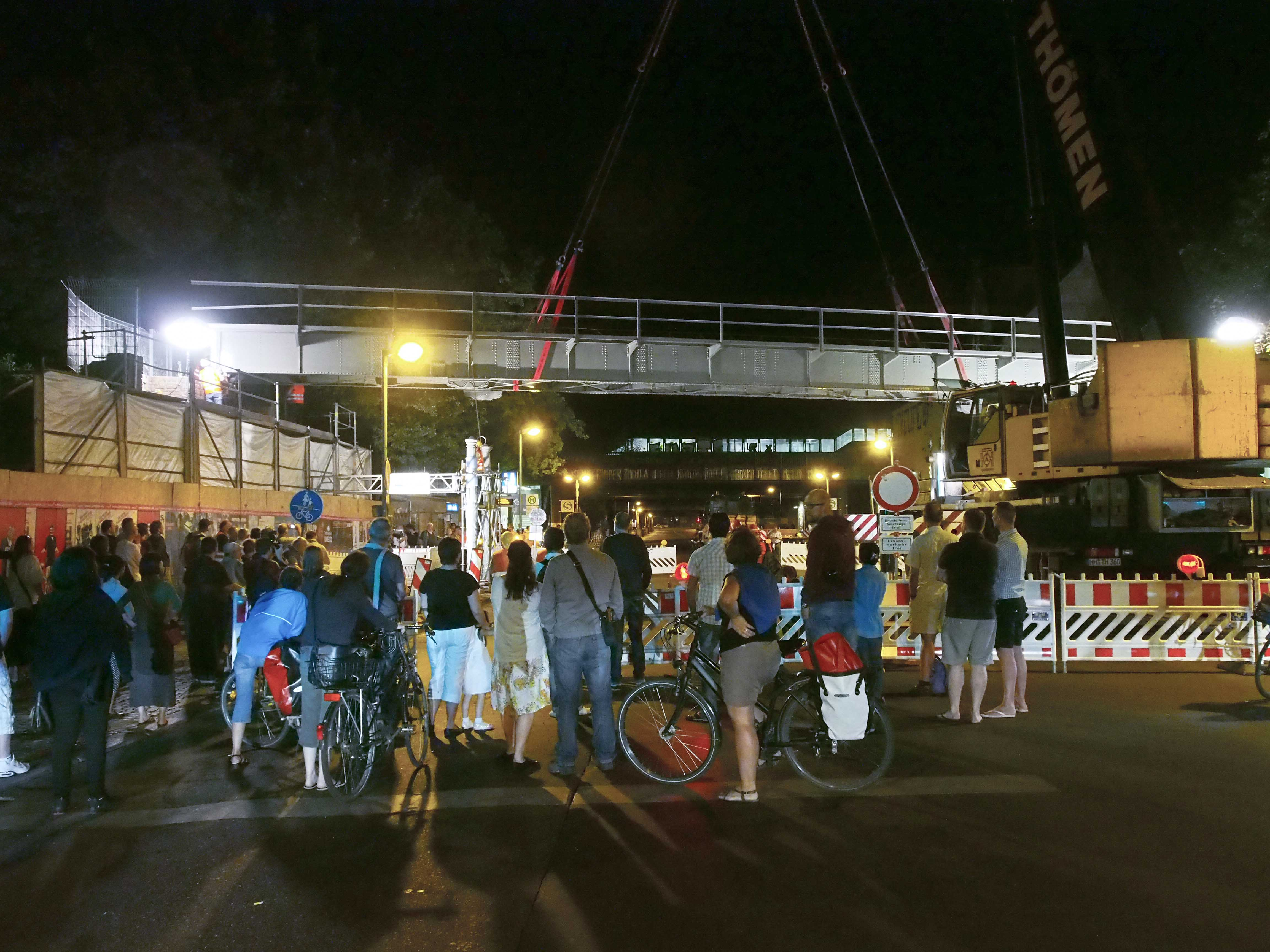
Einschweben der sanierten Brücke 5 in Auflager, Kreuzung Bautzener Straße, August 2012

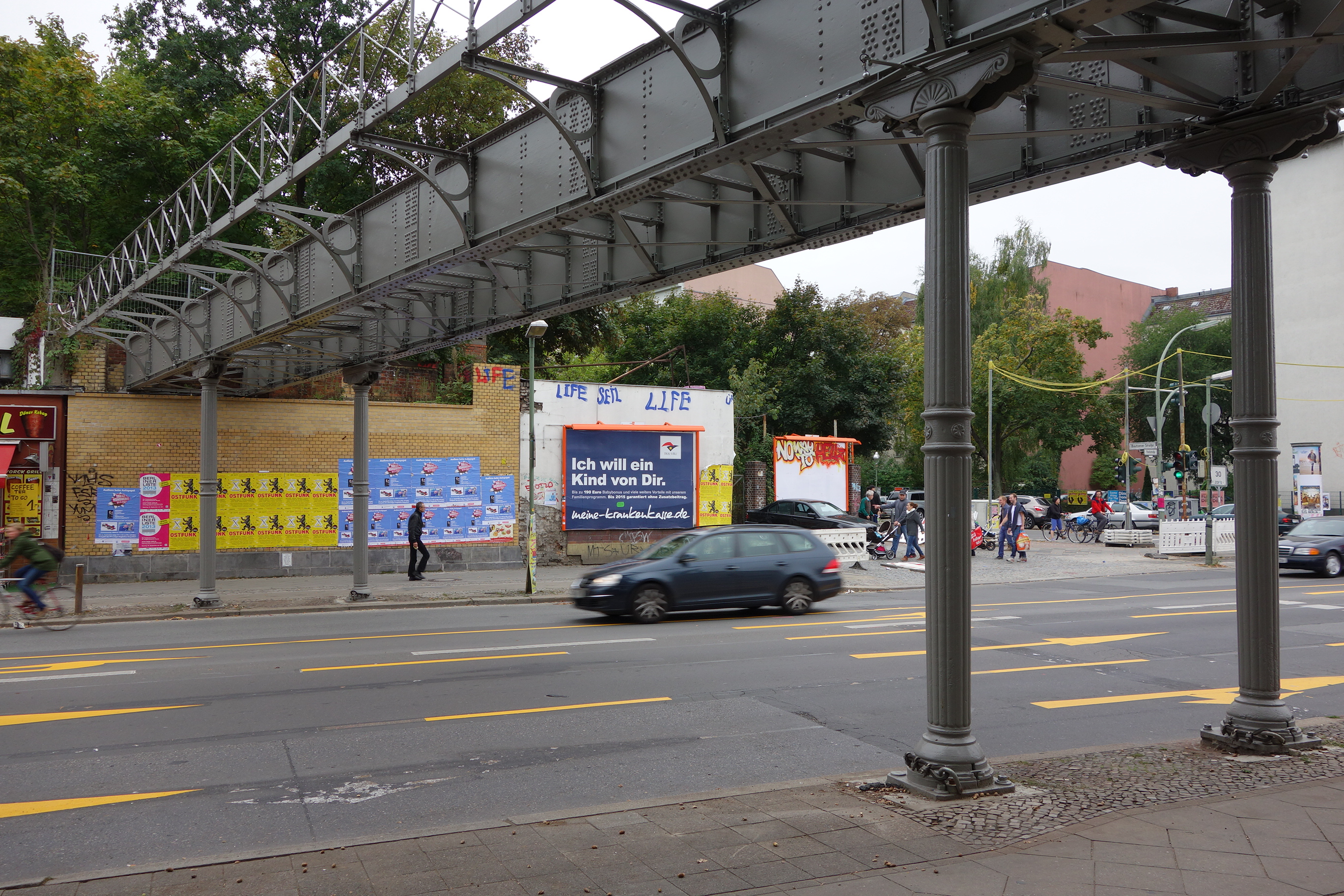
Blechträgerbrücke der Dresdener Bahn von 1875, östlich neben der Bautzener Straße. Diese wurde als Brücke Nr. 5 im Jahr 2012 saniert, September 2013

Da für den laufenden Betrieb der Deutschen Bahn und der Berliner S-Bahn nur noch zehn Brücken benötigt werden, wollte die DB Netz als bisheriger Eigentümer und Infrastrukturbetreiber die restlichen Brücken auf Grund der hohen Kosten für Instandhaltung und Verkehrssicherung abreißen.
Dem standen die Interessen des Denkmalschutzes entgegen, dieses einmalige und stadtbildprägende Brückenensemble zu erhalten, an dem sich die Entwicklung der Brückenbautechnik zwischen 1875 und 1939 – inzwischen sogar bis 2003 – ablesen lässt. Die Yorckbrücken sind seit 1993 eingetragenes Baudenkmal, womit ein generelles Erhaltungsgebot besteht.
Im Jahr 2006 wurde das schmuckreiche schmiedeeiserne Brückengeländer der westlichsten Brücke – ehemals Wannseebahn-, später Fernbahngleis vom Potsdamer Bahnhof – entfernt und eingelagert. Damit wurde das Erscheinungsbild des Brückenensembles empfindlich beeinträchtigt.
Durch eine intensive öffentliche Diskussion wurde deutlich, dass dringender Handlungsbedarf bestand. Das Bezirksamt Tempelhof-Schöneberg unterstützte diesen Prozess durch mehrere Gutachten, eine Denkmalschutzbroschüre und die Einbeziehung in den Tag des offenen Denkmals 2008.
Nach Auskunft des Bezirksamtes vom September 2008 konnten in Verhandlungen zwischen der Denkmalschutzbehörde und der Deutschen Bahn konkrete Maßnahmen und Termine zur Sicherung und Restaurierung des Brückenensembles vereinbart und eine Finanzierung gesichert werden. So sollten in den Jahren 2009 bis 2011 zunächst fünf besonders schützenswerte Brücken und die Brückenwiderlager saniert werden. Hierzu zählen die jeweils äußersten Brücken, die die alten Geländer wieder erhalten sollten, sowie weitere bauhistorisch oder bautechnisch besonders wertvolle Brücken.
Im August 2012 wurde mit der Brücke Nr. 5 – nach heutiger Zählung – die erste denkmalgerecht restaurierte Brücke östlich der Bautzener Straße eingesetzt. Sie gehörte zur Dresdener Bahn und ist mit dem Baujahr 1875 (Bauwerksakte 2296) die älteste noch erhaltene Brücke des Ensembles. Im nächsten Schritt wurde sie im Rahmen eines Lichtkonzeptes für zunächst sieben Brücken aufwendig beleuchtet.
Teile des ehemaligen und inzwischen von Ruderalvegetation überzogenen Bahngeländes nördlich und südlich der Brücken wurden inzwischen als Grün- und Erholungsfläche entwickelt und durch neue Zugänge für die Bevölkerung erschlossen. Am 2. September 2011 wurde der erste östliche Teil des Parks am Gleisdreieck eröffnet. Unter den Yorckbrücken führt einer der Haupteingänge mit einer barrierefreien Rampe in die Grünanlage.
Die Yorckbrücken wurden in das Konzept des Parkes einbezogen, damit die nördlich und südlich der Yorckstraße liegenden Flächen miteinander verbunden werden können. Nach Freigabe des südlich gelegenen Flaschenhalsparks wurde die Brücke Nr. 10 als direkte Rad- und Fußwegverbindung zum nördlich gelegenen Ostpark kurzfristig hergerichtet und am 17. April 2014 für den Verkehr freigegeben, für drei weitere Verbindungen mussten die Brücken zuvor noch saniert werden.
Zum Jahreswechsel 2013/2014 unterzeichneten die Deutsche Bahn und die Senatsverwaltung für Stadtentwicklung einen Vertrag zur sukzessiven Übernahme der Yorckbrücken in das Eigentum des Landes Berlins.
Am 30./31. Januar 2016 wurden im Park am Gleisdreieck die Brücken Nr. 11, 14, 15 und 17 aus ihren Auflagern ausgehoben und zu einem Lagerplatz in unmittelbarer Nähe transportiert. Es war geplant, die Überbauten dort zu sanieren und im September 2016 wieder in ihre alte Lage einzuheben und an das Parkwegenetz anzuschließen, anschließend sollte die endgültige Sanierung der Brücke Nr. 10 erfolgen. Es stellte sich jedoch heraus, dass eine Sanierung vor Ort nach den aktuellen baurechtlichen Vorgaben und den Anforderungen des Denkmalschutzes nicht möglich war, erst Mitte 2018 konnte eine Einigung über das weitere Vorgehen erzielt und die Brücken in einen Spezialbetrieb abtransportiert werden. 2019 konnten die vier sanierten Brücken wieder eingehoben und die Verbindung der Parkteile zunächst vorübergehend über die Brücke Nr. 17 hergestellt werden, im Gegenzug wurde Brücke Nr. 10 abgebaut und bis Februar 2020 saniert. Im Frühjahr 2020 werden die Brücken 11, 14 und 17 endgültig über die „Yorckpromenade“ an den Park angeschlossen, Brücke Nr. 15 vervollständigt das Denkmalensemble und wird nicht als Übergang genutzt.